# Roland Gagnier
Roland Gagnier (* 17. Mai 1905 in Montreal; † 24. Juli 1975 ebenda) war ein kanadischer Fagottist und Musikpädagoge.
Gagnier wurde von seinem Vater Jean-Josaphat Gagnier ausgebildet. Er war von 1925 bis 1947 Erster Fagottist der Canadian Grenadier Guards Band, außerdem von 1940 bis 1953 Mitglied der Société des concerts symphoniques de Montréal (später Montreal Symphony Orchestra). Als Kammermusiker war er von 1942 bis 1949 Mitglied des Gagnier Woodwind Quintet. Er trat bei zahlreichen Rundfunk- und Fernsehsendungen der CBC auf.
Von 1945 bis 1950 unterrichtete Gagnier am Conservatoire de musique du Québec. Einer seiner Schüler war der Komponist Pierre Mercure.
| Personendaten    | Personendaten                           |
| ---------------- | --------------------------------------- |
| NAME             | Gagnier, Roland                         |
| KURZBESCHREIBUNG | kanadischer Fagottist und Musikpädagoge |
| GEBURTSDATUM     | 17. Mai 1905                            |
| GEBURTSORT       | Montreal                                |
| STERBEDATUM      | 24. Juli 1975                           |
| STERBEORT        | Montreal                                |